# Джеймс Блейк (музикант)
Це стаття про музиканта. Для перегляду статті про тенісиста дивись Джеймс Блейк
Джеймс Блейк Літерленд (англ. James Blake Litherland; 26 вересня 1988) — англійський співак, автор пісень і продюсер. Вперше здобув визнання після випуску трьох мініальбомів — The Bells Sketch, CMYK і Klavierwerke — у 2010 році. Наступного року він підписав контракт з лейблом A&M Records, щоб випустити свій однойменний дебютний альбом (2011), який отримав схвальні відгуки критиків і потрапив у першу десятку UK Albums Chart.
Блейк покинув A&M на користь сестринського лейблу Republic Records, на якому він випустив свій другий альбом Overgrown (2013), що здобув подальший критичний і комерційний успіх; він також потрапив до першої десятки чарту і помірно увійшов до американського Billboard 200. За його третім альбомом, The Colour in Anything (2016), слідував сингл 2018 року «King's Dead» (з Jay Rock, Кендріком Ламаром і Future), який посів 50-ту сходинку в UK singles chart і 21-шу — у Billboard Hot 100. Успіх альбому передбачив вихід його четвертого альбому Assume Form (2019), який став найпопулярнішим як в чарті UK Albums Chart, так і в чарті Billboard 200. Після цього вийшли його п'ятий і шостий альбоми Friends That Break Your Heart (2021) та Playing Robots Into Heaven (2023).
Окрім запису, Блейк писав пісні та займався продюсуванням для інших артистів. Часто співпрацюючи з Oneohtrix Point Never, Домініком Мейкером, Джастіном Верноном та його партнеркою Джамілою Джаміль; Блейк брав участь у створенні релізів Jay-Z, Каньє Веста, Бейонсе, Кендріка Ламара, Френка Оушена, Розалії, Strick, JID, Тревіса Скотта, Нормані та Lil Yachty. Він отримав нагороду Mercury Prize з двох номінацій, дві премії Ґреммі з дев'яти номінацій, одну премію Латиноамериканської Ґреммі та три номінації на Brit Award.

## Дискографія
Сольні студійні альбоми
- James Blake (2011)
- Overgrown (2013)
- The Colour in Anything (2016)
- Assume Form (2019)
- Friends That Break Your Heart (2021)
- Playing Robots Into Heaven (2023)

Студійні альбоми у співпраці
- Bad Cameo" (2024, разом з Lil Yachty)